# 大參事
大參事為明治時代初期府藩縣三治制所設官職，職位僅次於地方長官，相當於現今的副知事或幕藩体制中的家老。
1870年（明治三年），明治政府公佈藩制，於各藩增設大參事，由倒幕實力派擔任；並在各藩及府縣知事之遴選下出任當時集議院議員，推行藩政改革，幫助政府收回藩主政治權力。
1871年（明治四年），實施廢藩置縣新政，廢除藩縣後，各府縣也廢止大參事官職，另設參事新職。